# Knocked Loose
Knocked Loose ist eine 2013 gegründete Hardcore-Punk-/Metalcore-Band aus Oldham County, Kentucky. Die Band wurde bei den Grammy Awards 2025 in der Kategorie Best Metal Performance nominiert.

## Geschichte
Knocked Loose wurde im Jahr 2013 in Oldham County im US-amerikanischen Bundesstaat Kentucky gegründet. Die Band besteht aus Sänger Bryan Garris, den beiden Gitarristen Isaac Hale und Cole Crutchfield, dem Bassisten Kevin Otten und Schlagzeuger Pac Sun. Noch im Gründungsjahr unterschrieben die Musiker ihren ersten Plattenvertrag bei dem Independent-Underground-Label Little Heart Records. Mitte des Jahres 2014 veröffentlichte die Gruppe ihre erste EP unter dem Titel Pop Culture. Es folgte die Herausgabe einer Split-EP mit Damaged Goods im Jahr 2015.
Anfang 2016 wechselte Knocked Loose zu Pure Noise Records. Mitte Juli wurde das Debütalbum Laugh Tracks für eine Veröffentlichung im September des gleichen Jahres angekündigt. Das Album, das am 16. Oktober 2016 erschien, schaffte in der Woche zum 8. Oktober 2016 den Einstieg auf Platz 163 der offiziellen Albumcharts der Vereinigten Staaten.
Knocked Loose tourte bereits mit Gruppen wie Counterparts, Gideon, Expire, The Acacia Strain, Oceano, Stick to Your Guns, Stray from the Path und Every Time I Die, wobei alle diese Konzertreisen in den Vereinigten Staaten und teilweise in Kanada stattfanden. Mit Expire und Counterparts absolvierten Knocked Loose zudem ihre erste Europatournee, die auch von Landscapes begleitet wurde.
Bei den Grammy Awards 2025 wurde ihr Lied Suffocate, eine Kollaboration mit der Sängerin Poppy, in der Kategorie Best Metal Performance nominiert.

## Stil
Die Musik von Knocked Loose wird als Hardcore Punk beschrieben, welcher stark durch Metal beeinflusst ist, weswegen die Musik auch als Metalcore bezeichnet werden kann. Der Schreigesang von Bryan Garris wird als verzweifeltes Keifen empfunden, während das Gitarrenspiel als slayeresk beschrieben wird. Auch sind leichte Einflüsse des Post-Hardcore in der Musik von Knocked Loose heraushörbar. Im Gesang verwendet Garris auch Spoken-Word-Passagen. Als musikalische Referenzen werden zum Beispiel Code Orange oder Suburban Scum genannt.

## Bandmitglieder

Knocked Loose, live auf dem With Full Force 2018
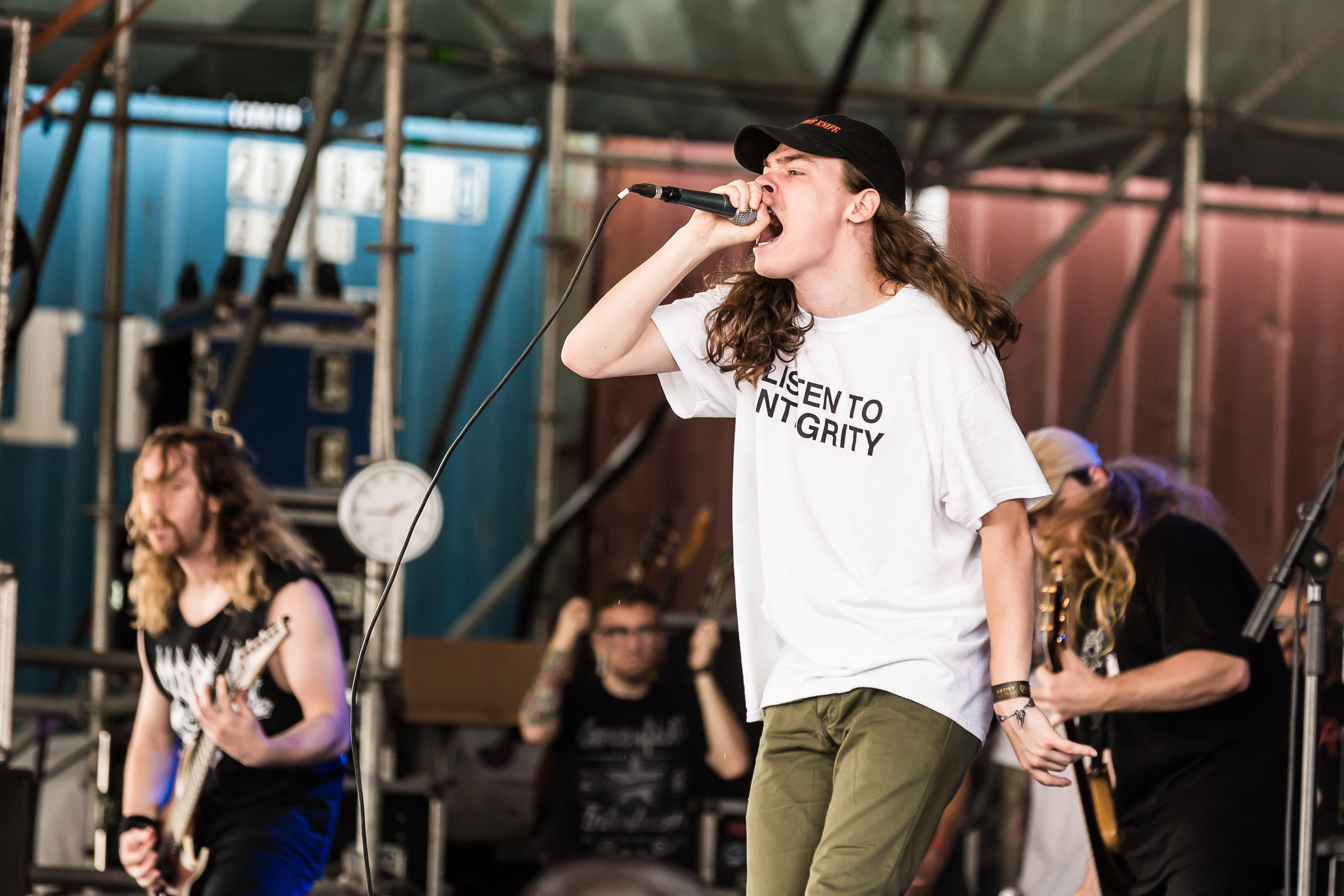
Sänger Bryan Garris
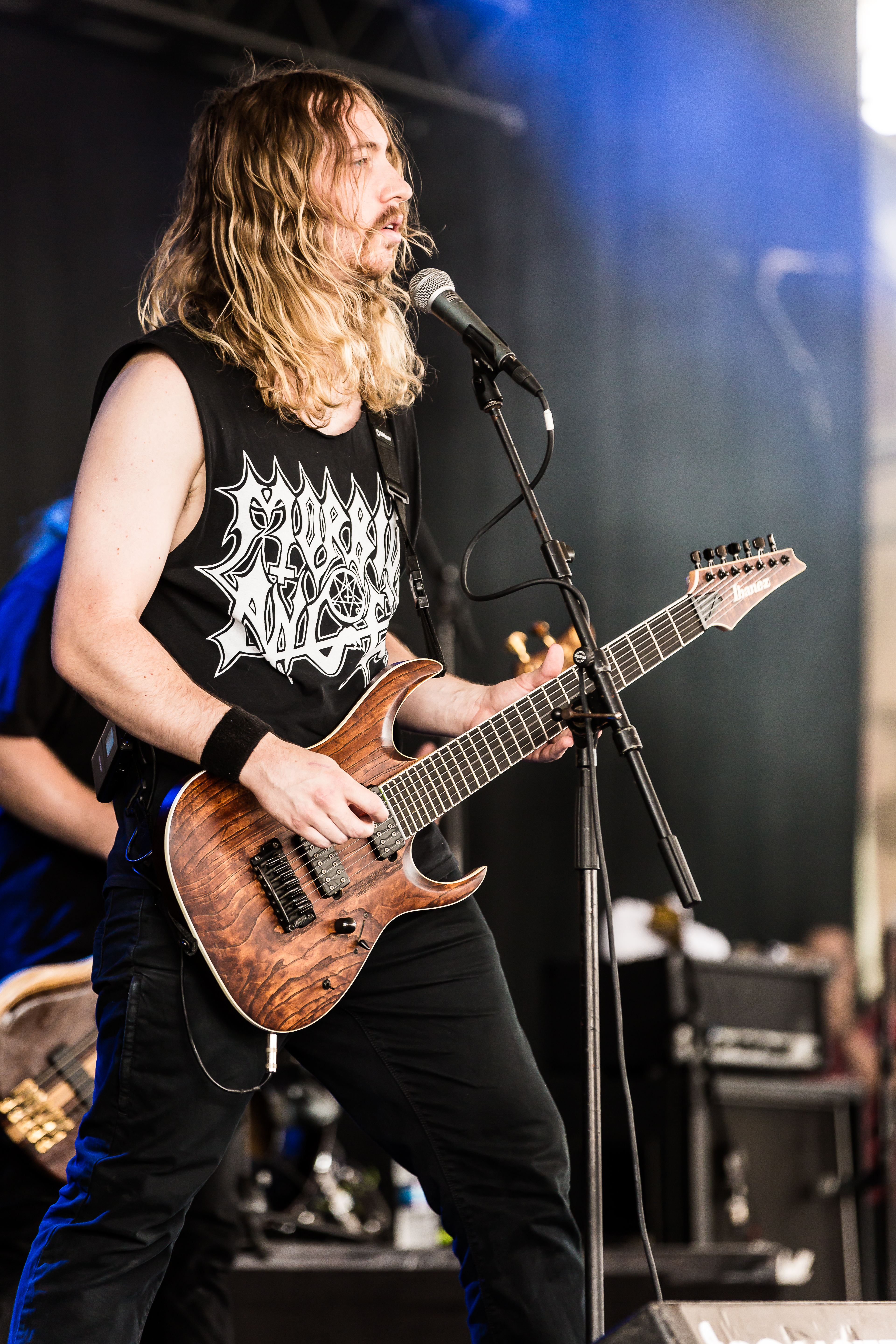
Gitarrist Cole Crutchfield
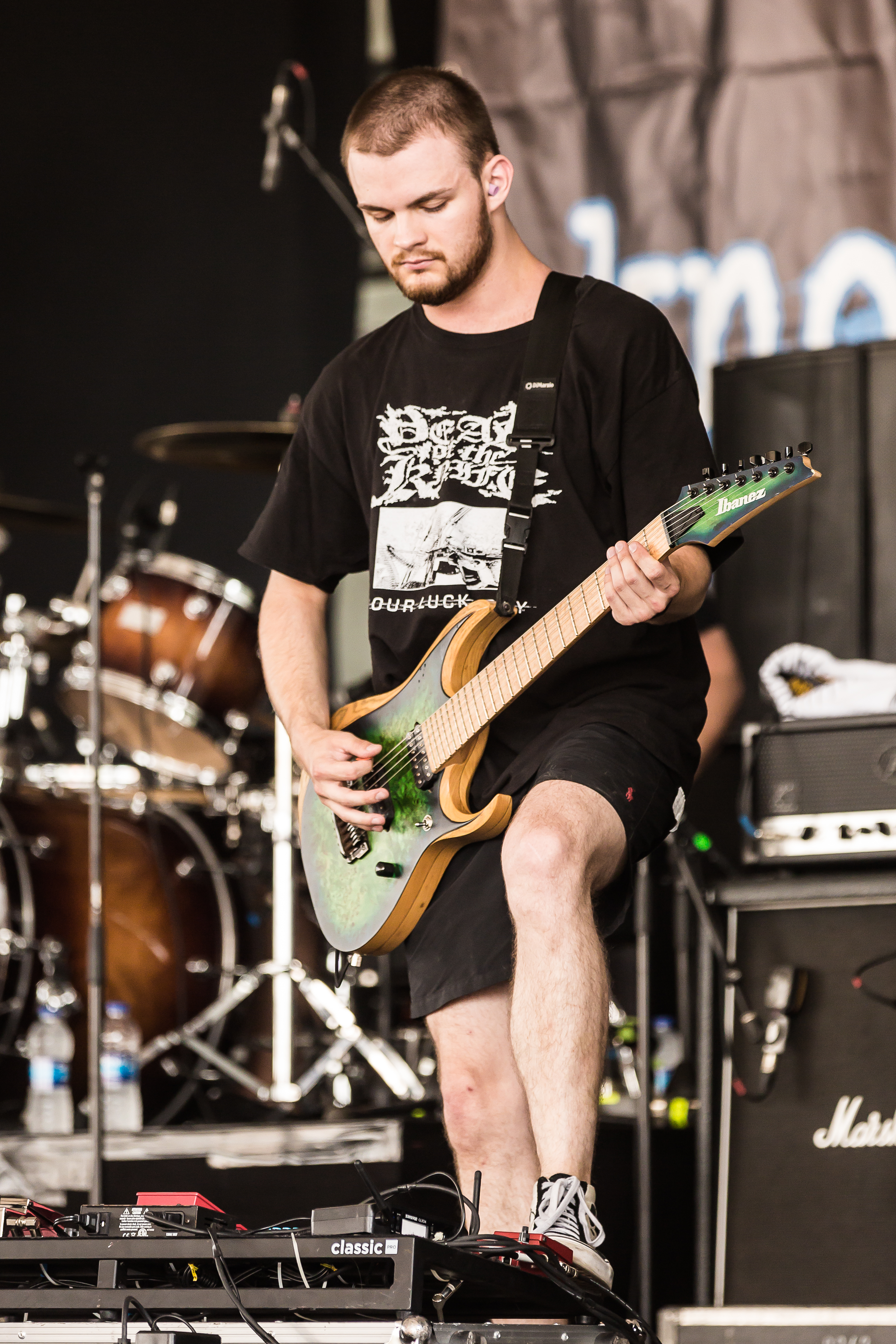
Gitarrist Isaac Hale
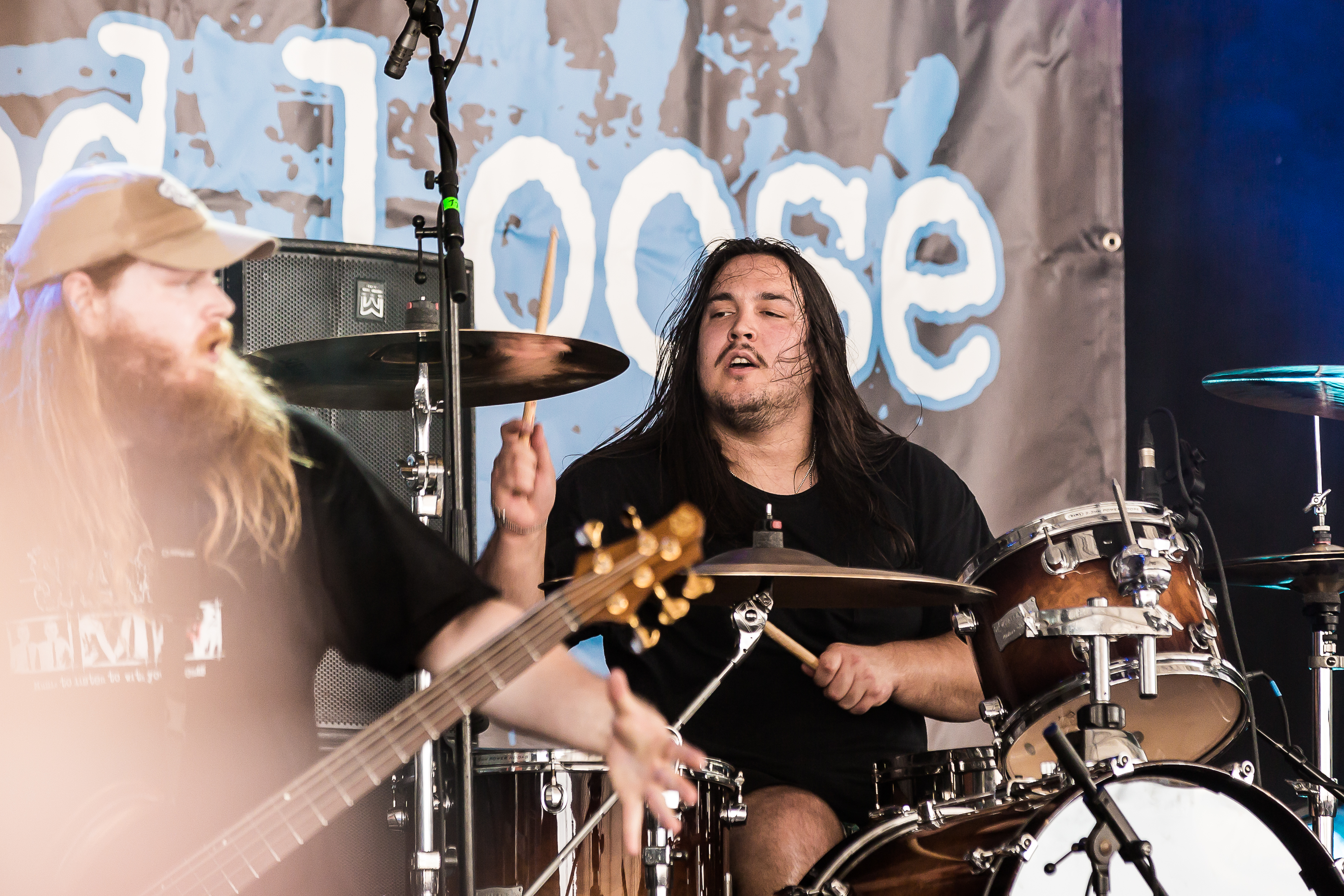
Schlagzeuger Kevin „Pacsun“ Kaine

## Diskografie

### Alben
| Jahr | Titel Musiklabel                                          | Höchstplatzierung, Gesamtwochen, AuszeichnungChartplatzierungen (Jahr, Titel, Musiklabel, Platzierungen, Wochen, Auszeichnungen, Anmerkungen) | Höchstplatzierung, Gesamtwochen, AuszeichnungChartplatzierungen (Jahr, Titel, Musiklabel, Platzierungen, Wochen, Auszeichnungen, Anmerkungen) | Höchstplatzierung, Gesamtwochen, AuszeichnungChartplatzierungen (Jahr, Titel, Musiklabel, Platzierungen, Wochen, Auszeichnungen, Anmerkungen) | Anmerkungen                              |
| Jahr | Titel Musiklabel                                          | DE | UK | US | Anmerkungen                              |
| ---- | --------------------------------------------------------- | --- | --- | --- | ---------------------------------------- |
| 2016 | Laugh Tracks Pure Noise Records                           | — | — | US163 (1 Wo.)US | Erstveröffentlichung: 16. September 2016 |
| 2019 | A Different Shade of Blue Pure Noise Records              | DE53 (1 Wo.)DE | — | US26 (1 Wo.)US | Erstveröffentlichung: 23. August 2019    |
| 2024 | You Won’t Go Before You’re Supposed To Pure Noise Records | DE16 (1 Wo.)DE | UK43 (1 Wo.)UK | US23 (1 Wo.)US | Erstveröffentlichung: 10. Mai 2024       |

### EPs
- 2014: Pop Culture (EP, Little Heart Records)
- 2015: Split-EP mit Damaged Goods (Little Heart Records, No Luck Records)
- 2021: A Tear in the Fabric of Life

### Singles
- 2023: Deep in the Willow / Everything Is Quiet Now (Pure Noise Records)

## Musikpreise
| Jahr | Kategorie              | für                     | Resultat   |
| ---- | ---------------------- | ----------------------- | ---------- |
| 2025 | Best Metal Performance | Suffocate (feat. Poppy) | Ausstehend |